# Claviceps sorghi
Espèce
Claviceps sorghi est une espèce de champignons ascomycètes de la famille des Clavicipitaceae originaire d'Asie.
Ce champignon est l'un des agents pathogènes responsables de la maladie de l'ergot du sorgho, dite aussi « maladie sucrée ». Ses symptômes peuvent être confondus avec ceux de Claviceps africana.

## Symptômes
Les fleurons parasités par Claviceps sorghi sécrètent des gouttelettes d'un miellat brun-orange portant des spores. 
Peu de temps après, la sphacélie, qui peut atteindre 14 mm de long, apparaît entre les extrémités des glumes, à peine déformées.
Le miellat peut recouvrir les panicules, les graines, les feuilles et les tiges. Il peut aussi être colonisé, ainsi que les sphacélies, par d'autres moisissures formant de la fumagine, notamment par le champignon hyperparasite Cerebella andropogonis, formant des  excroissances noires, sphériques, enroulées à l'extrémité des fleurons.

## Hôtes
Claviceps sorghi est connu principalement sur le sorgho commun (Sorghum bicolor), mais ce champignon peut aussi infecter d'autres espèces de sorghos telles que Sorghum arundinaceum, Sorghum halepense, Sorghum versicolor et Sorghum virgatum ou d'autres genres de graminées (Heteropogon triticeus, Pennisetum glaucum, Pennisetum spp.).

## Synonymes
Selon Catalogue of Life (7 décembre 2016) :
- Sphacelia sorghi McRae, 1917